# 櫻井孝次
桜井 孝次（さくらい こうじ、1936年2月18日 - ）は、日本の三段跳びの元選手である。

## 経歴
東京府に生まれる。東京都立小石川高等学校、早稲田大学を経て、日立製作所に入社する。
1956年メルボルンオリンピック、1960年ローマオリンピック、1964年東京オリンピックに出場し、1956年に7位という最高の成績で競った。個人ベストは、1963年の16.18mだった。
引退後は、日本オリンピック委員会理事、総務委員会副委員長、事業・広報専門委員会委員長、日本陸上競技連盟副会長・専務理事などを歴任した。